# ویرتو فایننشل
ویرتو فایننشل (انگلیسی: Virtu Financial) شرکت خدمات مالی آمریکایی است، که در سال ۲۰۰۸ توسط وینسنت ویولا تأسیس شد.